# Шарыкин, Анатолий Петрович
Анато́лий Петро́вич Шары́кин (30 августа 1954, Дубно) — советский гребец-байдарочник, выступал за сборную СССР в первой половине 1970-х годов. Чемпион мира, трёхкратный чемпион национальных первенств. На соревнованиях представлял спортивное общество «Спартак», заслуженный мастер спорта СССР (1974). Позже выступал за МГФСО и Россию на ветеранских гребных регатах.

## Биография
Анатолий Шарыкин родился 30 августа 1954 года в городе Дубно, Украинская ССР. Активно заниматься греблей начал в раннем детстве, проходил подготовку на местной гребной базе, позже присоединился к добровольному спортивному обществу «Спартак». Первого серьёзного успеха добился в 1972 году, когда на взрослом всесоюзном первенстве выиграл золотую медаль в гонке байдарок-четвёрок на дистанции 1000 метров.
В 1974 году на чемпионате Советского Союза Шарыкин завоевал золото в зачёте четвёрок на 1000 и 10000 метров. Благодаря череде удачных выступлений удостоился права защищать честь страны на мировом первенстве в Мехико — вместе с четырёхместным экипажем, куда также вошли гребцы Николай Горбачёв, Михаил Шурга и Леонид Деревянко, одолел всех соперников на десятикилометровой дистанции и стал, таким образом, чемпионом мира. За это достижение по итогам сезона удостоен почётного звания «Заслуженный мастер спорта СССР». В следующем сезоне побывал на чемпионате мира в югославском Белграде, пытался защитить звание мирового чемпиона, однако на сей раз их четырёхместная байдарка финишировала третьей. Вскоре после этой регаты Анатолий Шарыкин перестал попадать в основной состав национальной команды и принял решение завершить карьеру спортсмена.
Имеет высшее образование, в 1976 году окончил Киевский государственный институт физической культуры (ныне Национальный университет физического воспитания и спорта Украины). Впоследствии переехал в Москву, после завершения спортивной карьеры активно участвовал во всероссийских и международных ветеранских регатах, представлял Московское городское физкультурно-спортивное объединение.